# Lino César Oviedo Sánchez
Lino César Oviedo Sánchez (Santa Bárbara, Guairá; 22 de agosto de 1959) es un político paraguayo. Fue miembro del Senado de Paraguay por la Unión Nacional de Ciudadanos Éticos (UNACE) de 2008 a 2013. Es sobrino de Lino César Oviedo Silva; el mayor de los Oviedo fue líder de la UNACE y una figura política divisiva en Paraguay.
Oviedo Sánchez se convirtió en el candidato presidencial de la UNACE en las elecciones de 2013 cuando su tío Oviedo Silva murió en un accidente de helicóptero el 2 de febrero de 2013. Al final sólo obtuvo el 0,8% de los votos.